# Euphorbia loricata
Euphorbia loricata es una especie fanerógama perteneciente a la familia de las euforbiáceas. Es endémica de Sudáfrica en la Provincia del Cabo.

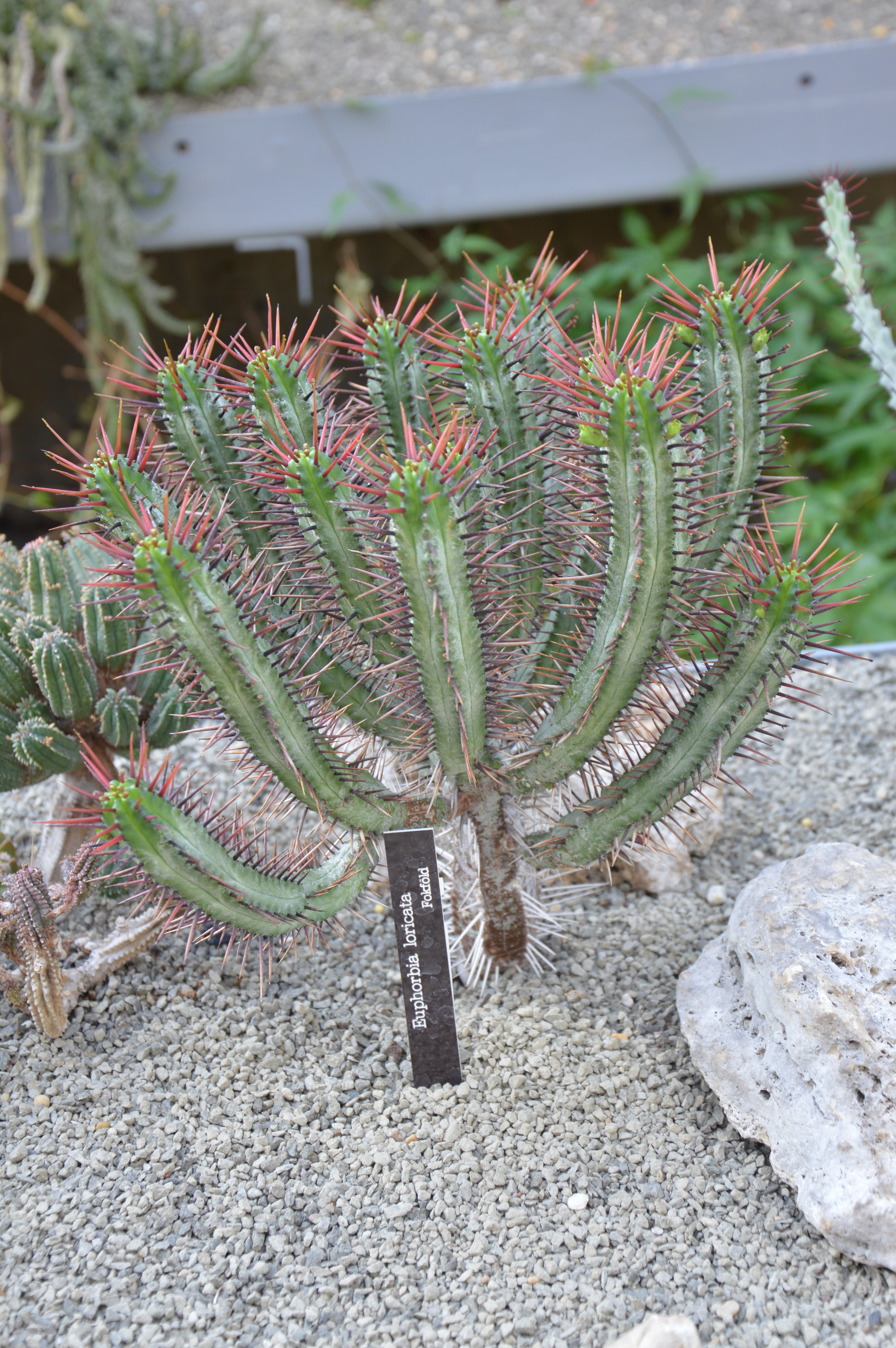
Vista de la planta

## Descripción
Es un arbusto perenne suculento  con tallo cilíndrico y carnoso que alcanza un tamaño de 0,2 a 0,5 m de altura a una altitud de 50 - 1035 metros.

## Taxonomía
Euphorbia loricata fue descrita por Jean-Baptiste Lamarck y publicado en Encyclopédie Méthodique, Botanique 2: 416. 1788.
Etimología
Euphorbia: nombre genérico que deriva del médico griego del rey Juba II de Mauritania (52 a 50 a. C. - 23), Euphorbus, en su honor – o en alusión a su gran vientre –  ya que usaba médicamente Euphorbia resinifera. En 1753 Carlos Linneo asignó el nombre a todo el género.
loricata: epíteto
Sinonimia
- Euphorbia hystrix Jacq. (1797).
- Euphorbia armata Thunb. (1800).
- Treisia hystrix (Jacq.) Haw. (1812).[4][5]